# Iglesia de Santa Rosa de Lima (Guacollo)
La iglesia de Santa Rosa de Lima es un templo católico ubicado en la localidad de Guacollo, comuna de General Lagos, Región de Arica y Parinacota, Chile. Construida en el siglo xx, fue declarada monumento nacional de Chile, en la categoría de monumento histórico, mediante el Decreto n.º 166, del 10 de junio de 2016.

## Historia
Fue construida en estilo barroco andino a comienzos del siglo xx.

## Descripción
Presenta cimientos de piedra, muros de piedra rústica con mortero de barro, techumbre de queñoa y cubierta de paja brava. La torre campanario se encuentra adosada a la iglesia, y cuenta con un cuerpo y campanario con cúpula de piedra rematada en templete. Su muro perimetral, de piedra, presenta un arco de medio punto de acceso principal.
Al interior presenta pinturas murales con ornamentación vegetal.